# Laminazione a freddo

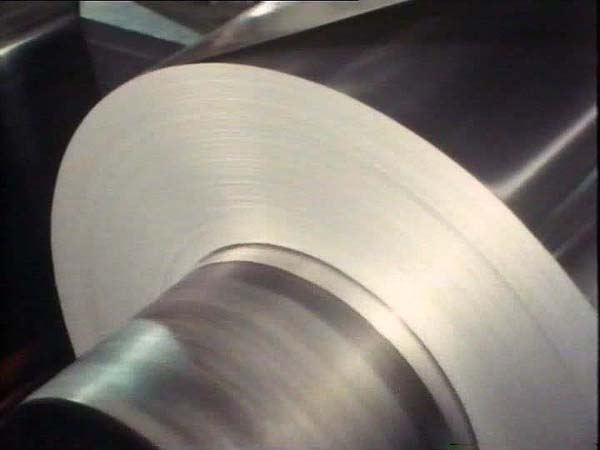
Laminazione a freddo

La laminazione a freddo è un processo di lavorazione meccanica a temperatura ambiente o quasi eseguito per ridurre lo spessore della lamiera. Fa parte delle lavorazioni plastiche.

## Effetti
Questa lavorazione fornisce al materiale lavorato una migliore resistenza meccanica.
La lavorazione interviene sulla struttura dei grani cristallini e conferisce una migliore finitura superficiale (poiché il pezzo, contrariamente alla laminazione a caldo, non si ossida).
Questo processo può servire a dare una forma desiderata, come ad esempio nei tubi saldati.

## Processo

Il materiale, sottoposto a trazione, viene costretto tra due rulli che ne riducono lo spessore o ne modificano la forma.

Il processo consiste nel far passare il materiale tra una coppia di rulli tenuti ad una distanza minore dello spessore del materiale; in questo modo il materiale è costretto a ridursi di spessore (laminarsi) e si ottiene di conseguenza un allungamento nel senso di laminazione.
Per raggiungere lo spessore finale del materiale voluto può essere necessario eseguire più volte il processo procedendo per riduzioni successive.
La laminazione a freddo comporta maggiori sforzi applicati sul materiale, maggiore incrudimento ed attrezzature più complesse.